# Duke Nukem (computerspil)
 For alternative betydninger, se Duke Nukem (flertydig). (Se også artikler, som begynder med Duke Nukem)
Duke Nukem er et platform computerspil udviklet og udgivet af Apogee Software, omhandlende Duke Nukems eventyr. Spillet udkom 1. juli 1991.
Spillet skilte sig ud på grund af sit, på det tidspunkt, smarte banedesign, som tillod et meget hurtigt gameplay. Derudover kunne næsten alting i spillet skydes: forhindringer, såvel som fjender, kunne ødelægges af skud.
Spillet foregår i en nær fremtid, i en delvist postapokalyptisk verden. Dr. Proton er en galning som er fast besluttet på at overtage Jorden med sin hær af Techbots. Duke Nukem, en selvudnævnt helt, bliver hyret af CIA for at stoppe ham. Spillets første episode foregår i en ødelagt by. I den anden episode følger Duke efter Dr. Proton til dennes hemmelige månebase. I den tredje episode flygter Dr. Proton ind i fremtiden, og Duke forfølger ham gennem tiden.
Duke Nukems grafik lånte meget fra andre spil, såsom Turrican og pc-versionen af Mega Man, og et meget sejlivet rygte går på, at Apogee oprindeligt planlagde at konvertere Mega Man til pc, men ikke kunne få rettighederne.
I slutningen af hver bane (bortset fra sidste bane i hver episode), kan spilleren modtage op til syv x 10.000 bonuspoint, tjent ved bestemte bedrifter, såsom at ødelægge alle overvågningskameraer i banen. Mindst to andre Apogee-spil, efterfølgeren Duke Nukem II og Rise of the Triad havde lignende end-of-level-bonus.

## Nukem eller Nukum?
Efter spillets udgivelse opdagede Apogee at der allerede eksisterede en anden Duke Nukem-figur, og for at undgå en retssag omdøbte Apogee deres spil til Duke Nukum i version 2.0. Senere viste det sig, at Duke Nukem ikke var et registreret navn, hvorefter Apogee registrerede det, og brugte det oprindelige Duke Nukem-navn i fortsættelserne. Folk har spekuleret på, om det var Captain Planet-skurken Duke Nukem, som man hentydede til; 3D Realms benægter dog dette.
For at gøre situationen endnu mere kringlet, var der i spillet Space Quest III fra 1989 en arcade-robo-boksning-minispilsekvens med Nukem Dukem-robotter.

## Fortsættelser
Duke Nukem blev fulgt af Duke Nukem II i 1993, som havde den samme helt og stadig uden de mørke solbriller, og senere Duke Nukem 3D i 1996. Pr. 2006 er en tredje efterfølger, annonceret i 1997 — Duke Nukem Forever — stadig under udvikling. Datoen for udgivelse er ganske enkelt "Når det er færdigt", og spillet er blevet berygtet for den lange tid det har været under udvikling. Listen over titler i 'Duke Nukem-sagaen' indeholder bl.a. også et spil til PlayStation kaldet Duke Nukem: Land of the Babes, udvidelser til Duke Nukem 3D, deriblandt Plutonium Edition som indeholder en ny episode, en ny alien og nye våben, samt en udvidelse med 500 nye baner til Duke Nukem 3D.
Mange år senere blev et nyt specielt spil udgivet for at mindes, at det var 10 år siden, det første Duke Nukem blev udgivet. Spillet – Duke Nukem: Manhattan Project – kørte på en kraftig spilmotor men med arcadestilen fra de første 2 spil og flere elementer fra Duke Nukem 3D såsom våben og aliens. Spillet indeholdt dog også mange nye elementer.